# Thraulodes eduardorum
Thraulodes eduardorum is een haft uit de familie Leptophlebiidae. De wetenschappelijke naam van de soort is voor het eerst geldig gepubliceerd in 2010 door Medina & Perez.